# Ради чего они погибли
«Ради чего они погибли» (англ. What They Died For) — шестнадцатая серия шестого сезона и сто девятнадцатая в общем счёте телесериала «Остаться в живых». Премьера в США состоялась 18 мая 2010 года на канале ABC.

## Сюжет

### Альтернативная реальность
Десмонд, представившись представителем компании Oceanic Airlines, сообщает Джеку, что найден гроб с телом его отца. Бенджамин Лайнус соглашается на уговоры Алекс пообедать у неё дома, и встречается с Даниэль Руссо. Локк приходит к Джеку и дает согласие на проведение операции. Десмонд, благодаря Ане-Люсии, освобождает из-под стражи Саида и Кейт. Они вместе с Хёрли собираются на концерт. На вопрос Хёрли Дезмонд отвечает, что Ана-Люсия не присоединится к ним. На это же мероприятие отправляются Майлз и Шарлотта. Майлз упоминает, что концерт организует его отец.

### 2007 год
Хёрли встречает на своем пути молодого Джейкоба. Тот просит отдать его прах. Следуя за ним, Хёрли обнаруживает уже взрослого Джейкоба, сидящего напротив костра. Он просит привести его друзей, пока не погас костер, ибо его прах там и после погашения костра его больше не будет видно. Джейкоб говорит кандидатам, что он собрал всех этих людей на острове, потому что они были одиноки и несчастливы. Он поведал о том, что совершил ошибку, превратив Человека в чёрном в дымового монстра. Джейкоб дал право выбора оставшимся кандидатам на роль хранителя Острова. Джек согласился занять этот пост. У ручья Джейкоб провел обряд посвящения и рассказал, что место света находится за бамбуковой рощей, в которую упал Джек после крушения самолета. Именно это место нужно охранять.
В это время Человек в чёрном приплывает на лодке к Дхармавиллю. В доме Бена, Майлз, Алперт и Лайнус встречают Зоуи и Уидмора. Зоуи предупреждает, что Человек в чёрном приближается. Уидмор и Зоуи прячутся в платяном шкафу. Майлз убегает в джунгли. Бенджамин Лайнус и Ричард Алперт выходят из дома навстречу неизбежному. Сначала Человек в чёрном в облике чёрного дыма сбивает с ног и уносит в заросли Ричарда Алперта. Потом он просит Бена убить нескольких человек. Войдя в дом, Человек в чёрном ножом перерезал горло Зоуи. Он просит рассказать, зачем Уидмор вернулся на остров и привез с собой Десмонда Хьюма. Уидмор сказал, что сообщит об этом только монстру и попросил Бена уйти. Бенджамин Лайнус ушёл, но едва Уидмор успел шепнуть несколько слов, как Бенджамин Лайнус застрелил его из пистолета, но Уидмор успел сказать что нужно. Затем монстр и Бенджамин пошли к колодцу, в который монстр кинул Десмонда Хьюма. Его там не оказалось, после этого Человек в чёрном раскрывает Бену свой план — уничтожение острова.